# 카라다리야강

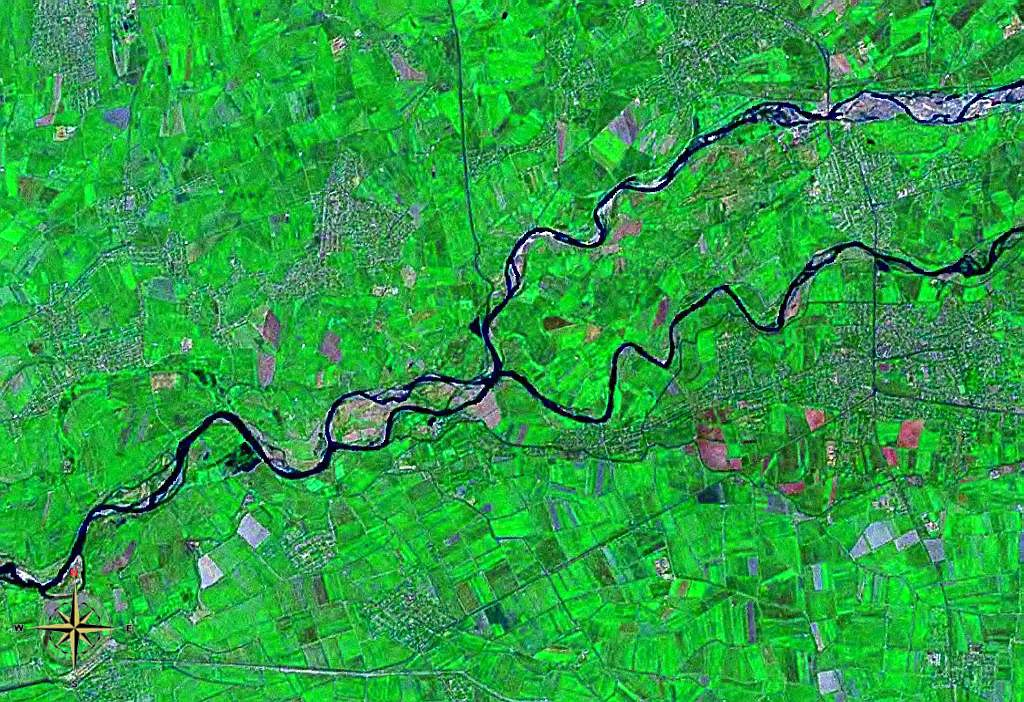
나린강과 카라다리야강의 합류 지점

카라다리야강(Kara Darya, 러시아어: Kapaдарья)은 키르기스스탄과 중국 신장 위구르 자치구, 우즈베키스탄을 흐르는 강으로, 시르다리야강의 지류이다. 키르기스스탄 오시주 동부에서 발원하여 북서쪽으로 흐르며 페르가나 분지를 따라 우즈베키스탄 남서쪽을 흐른다. 나망간 교외에서 나린강과 합류하여 시르다리야강으로 흐른다. 길이는 177km, 유량은 30,100km2이며 페르가나 분지에는 관개용 댐이 설치되어 있다.